# Chiesa di San Gabriele (Ferrara)
La chiesa di San Gabriele è stata una chiesa di Ferrara. La chiesa non è più esistente.

## Storia
Chiesa e convento esistenti dal 1292, sede di religiose definite di San Gabriello. Il convento divenne ospedale e nel 1334 gli furono aggregati tutti gli ospedali della città e dintorni. Eleonora d'Aragona, duchessa di Ferrara, moglie di Ercole I d'Este, nel 1480, vi introdusse alcune monache carmelitane provenienti da Reggio Emilia. Nel 1489 diede inizio alla costruzione di una nuova chiesa, terminata e consacrata il 15 luglio del 1594. L'interno era ad aula con tre altari. Nel 1620 fu costruito il campanile. Chiesa e convento furono chiusi nel 1796 nell'ambito delle soppressioni napoleoniche, venduti e, nel 1831, demoliti.